# Ziegeneiche
Die Ziegeneiche ist ein eingetragenes Naturdenkmal in der Gemeinde Wennigsen (Deister) in der Region Hannover in Niedersachsen.

## Beschreibung
Die Ziegeneiche steht am Waldrand des Deisters im Wennigser Ortsteil Waldkater, 150 Meter südöstlich der Hülsebrinkstraße an der Verlängerung der Münder Heerstraße im Landschaftsschutzgebiet Norddeister.
Der Stamm teilt sich in etwa 10 m Höhe in drei Starkäste.
Die Baumkrone ist durch Sturmschäden verkleinert.
Die Ziegeneiche wird durch nachwachsende Rotbuchen bedrängt.
Im Jahr 2021 wurde die geschätzte Höhe des vitalen Baumes mit 28 m und der Stammumfang mit 5,15 m angegeben.
Die Ziegeneiche wird von Friedrich Wüllner in seiner 1973 erschienenen Heimatgeschichte charakterisiert. Ihr Name stammt angeblich daher, dass früher Ziegenhirten bei der Waldhude in ihrem Schatten rasteten. Nach anderer Darstellung markierte sie den Beginn des Waldbereichs, in dem Ziegen von der Hude ausgeschlossen waren.
Bis nach dem Ersten Weltkrieg diente die Ziegeneiche den Wennigser Ziegen- und Schweinehirten als Sammelplatz.

## Naturdenkmal
Die Ziegeneiche war eines der in der zweiten Verordnung über die Sicherung von Naturdenkmalen des Landkreises Hannover aus dem Jahr 1937 enthaltenen Naturdenkmale.
Die nach dem Niedersächsischen Kommunalverfassungsgesetz für die Aufgaben der unteren Naturschutzbehörde im Gebiet der Gemeinde Wennigsen zuständige Region Hannover übernahm bei der Neuregelung des Verzeichnisses im Jahr 2010 den Baum mit dem Kennzeichen „ND-H 8“ in einer Sammelverordnung.
Als Schutzzweck des Naturdenkmals nannte die Behörde

„Alte Eiche am Waldrand - einzigartig aufgrund ihres Stammumfangs und ihres Alters.“